# Kernkraftwerk Chmelnyzkyj
Das Kernkraftwerk Chmelnyzkyj (ukrainisch Хмельницька атомна електростанція, russisch Хмельницкая атомная электростанция) ist nahe Netischyn, in der Oblast Chmelnyzkyj gelegen. In der Nähe befindet sich der Fluss Horyn.
Das Kernkraftwerk besteht aus zwei aktiven und zwei in Bau befindlichen Reaktoren der sowjetischen Bauart WWER-1000. Der Betreiber ist das staatliche Unternehmen Energoatom.

## Geschichte
Ursprünglich wurde das Kernkraftwerk unter dem Namen Kernkraftwerk West-Ukraine II geplant. Dieser wurde jedoch später in den Namen Kernkraftwerk Chmelnyzkyj geändert. Der Standort wurde von 50 verschiedenen Orten ausgewählt. Am 28. November 1979 wurde von dem Minister für Energie und Elektrifizierung der Union der sozialistischen Sowjetrepubliken der Standort mit einer Kapazität von 4000 MW projektiert. Im Jahr 1980 begann der Bau des Kühlwasserreservoirs das eine Größe von 22 km² hat.

### Reaktorblock 1

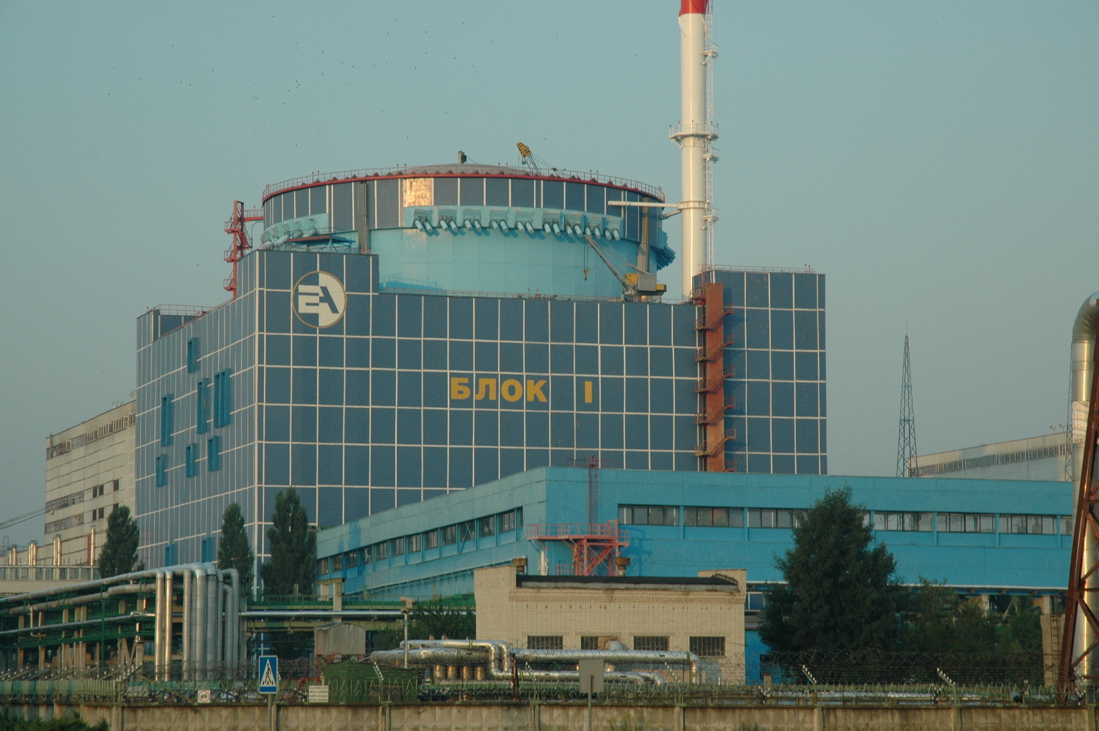
Block 1 des Kernkraftwerks

Mit dem Bau des ersten Kernreaktors wurde am 1. November 1981 begonnen. Am 10. Dezember 1987 wurde Chmelnyzkyj-1 zum ersten Mal kritisch.

### Reaktorblock 2
Mit dem Bau des zweiten Reaktorblocks wurde am 1. Februar 1985 begonnen. Der Bau wurde vorübergehend eingestellt, da das ukrainische Parlament im Jahr 1990 ein Moratorium für den Bau von KKWs verabschiedet hat.
1995 unterzeichneten die G7-Staaten, die Europäische Kommission und die Ukraine eine Absichtserklärung über die Schließung des Kernkraftwerks Tschernobyl. Als Unterstützung der ukrainischen Entscheidung, wurde der Ukraine ein Kredit der Europäischen Bank für Wiederaufbau und Entwicklung (EBRD) zugesprochen, um die zwei zu 80 Prozent fertiggestellten Kernkraftwerksblöcke Chmelnytskyi-2 und Riwne-4 als Ersatz für das abgeschaltete Kernkraftwerk Tschernobyl fertigzustellen und auf westliche Sicherheitsstandards nachzurüsten („K2/R4“-Programm). Am 7. Dezember 2000 wurde von der Europäischen Bank für Wiederaufbau und Entwicklung ein Kredit 215 Millionen US-Dollar beschlossen. Im Jahre 2000 beschloss die Europäische Kommission die Vergabe von einem EURATOM-Kredit für die Fertigstellung der ukrainischen Reaktoren Chmelnyzkyj 2 und Rowno 4 in einer Höhe von 585 Millionen US-Dollar. Die Vergabe des Kredites war allerdings an eine Entscheidung der Europäischen Bank für Wiederaufbau und Entwicklung gekoppelt. Da aber die EBRD-Kriterien für die Kreditvergabe seitens der Ukraine nicht erfüllt wurden, wurde der Kredit letztlich nicht ausgezahlt. Im Juli 2004, kurz vor dem Betriebsbeginn der zwei Reaktoren, wurden von der EBRD 42 Millionen US-Dollar für die Modernisierung und Sicherheitsverbesserungen zugeschlagen. Die Europäische Kommission stellte im Rahmen von EURATOM weitere 83 Millionen US-Dollar zur Finanzierung einer sicherheitstechnischen Nachrüstung für den staatlichen Betreiber Energoatom zur Verfügung.
Der zweite Reaktorblock wurde schließlich am 1. August 2004 zum ersten Mal kritisch und am 7. August 2004 zum ersten Mal mit dem Netz synchronisiert. Am 15. Dezember 2005 nahm er den kommerziellen Leistungsbetrieb auf.

### Reaktorblock 3 und Reaktorblock 4
In den Jahren 1986 und 1987 wurde mit dem Bau der Reaktorblöcke 3 und 4 begonnen. 1990 beschloss das ukrainische Parlament ein Moratorium; der Bau wurde gestoppt.
Bei einem Treffen in Kiew vom 14. bis 16. Juli 2008 diskutierten der russische Kernkraftwerksbetreiber Rosenergoatom und der ukrainische Betreiber Energoatom über die mögliche Fertigstellung der Blöcke 3 und 4. Als Reaktortyp kam der WWER-1000/392B in Betracht. Diese Baureihe wurde eigentlich eigens für die Blöcke 5 und 6 des Kernkraftwerks Balakowo entworfen. Neben Atomstroiexport gab es noch Konkurrenz aus dem Ausland, unter anderem Areva (Frankreich), Westinghouse (USA) und KEPCO (Südkorea).
Am 16. September 2015 wurde bekanntgegeben, dass der Vertrag mit Russland über die mögliche Fertigstellung der Blöcke 3 und 4 aufgehoben wurde und ein alternativer Investor gesucht werden solle. Grund war wohl die völkerrechtswidrige Annexion der Krim durch Russland und der russische Krieg in der Ukraine seit 2014.
Im April 2016 veröffentlichte der WDR, laut seinen Recherchen wolle die EU als Investor einspringen und das Projekt auch politisch stützen. Die Reaktoren sollen im Rahmen einer „transeuropäischen Energieversorgung“ fertiggestellt werden. Der Strom eines Blocks soll ausschließlich nach Polen geliefert werden. Wie und durch welche Unternehmen die sowjetischen Reaktorblöcke in diesem Fall fertiggestellt werden sollen, blieb zunächst unbekannt.
Im November 2020 wurde der Bau fortgesetzt.
Am 11. Februar 2025 hat die ukrainische Werchowna Rada den Kauf von zwei Reaktoren des nicht zu Ende gebauten bulgarischen Kernkraftwerks Belene zugestimmt. Ein Verkauf der Ausrüstung wurde vorher durch das bulgarische Parlament gebilligt unter der Bedingung, dass der Kaufpreis mindestens 600 Millionen US-Dollar beträgt.

## Russischer Überfall auf die Ukraine 2022
Bei einem Luftschlag während des Russischen Überfalls auf die Ukraine 2022 verlor das Kernkraftwerk am 15. November wegen der Beschädigung einer Hochspannungsleitung seine Netzanbindung. Die Blöcke mussten schnell abgeschaltet werden und konnten neun Stunden lang nur noch von Notstromaggregaten versorgt werden. Ein weiteres Ziel der russischen Angriffe war wohl auch eine Schaltanlage unweit der Grenze zu Polen, über die eine der Leitungen läuft, welche das ukrainische Stromnetz mit dem in Westeuropa verbindet.
Aufgrund der massiven Stromausfälle sei das Notfallsystem der drei AKWs Riwne, Piwdennoukrainsk und Chmelnyzkyj aktiviert worden, teilte der staatliche Betreiber Energoatom im Online-Dienst Telegram mit. Daraufhin seien alle Reaktoren automatisch vom Stromnetz abgetrennt worden. Laut Energoatom blieben die Strahlungswerte in den Anlagen und ihrer Umgebung unverändert. Sobald sich das Stromnetz normalisiert habe, würden die drei Atomkraftwerke wieder ans Netz gehen.
Im Januar 2023 beschloss die IAEO mit eigenen Expertenteams an allen ukrainischen Atomkraftwerken präsent zu sein, um das Risiko schwerer Unfälle während des Krieges zu verringern.

## Daten der Reaktorblöcke
| Reaktorblock  | Reaktortyp     | Netto- leistung | Brutto- leistung | Baubeginn  | Netzsyn- chronisation | Kommer- zieller Betrieb | Abschal- tung            |
| ------------- | -------------- | --------------- | ---------------- | ---------- | --------------------- | ----------------------- | ------------------------ |
| Chmelnyzkyj-1 | WWER-1000/320  | 950 MW          | 1000 MW          | 01.11.1981 | 31.12.1987            | 13.08.1988              | (2018 geplant)[veraltet] |
| Chmelnyzkyj-2 | WWER-1000/320  | 950 MW          | 1000 MW          | 01.02.1985 | 07.08.2004            | 15.12.2005              | (2035 geplant)           |
| Chmelnyzkyj-3 | WWER-1000/392B | 950 MW          | 1000 MW          | 01.03.1986 |                       | (ungewiss)              |                          |
| Chmelnyzkyj-4 | WWER-1000/392B | 950 MW          | 1000 MW          | 01.02.1987 |                       | (ungewiss)              |                          |